# St. Martin (Oberteuringen)

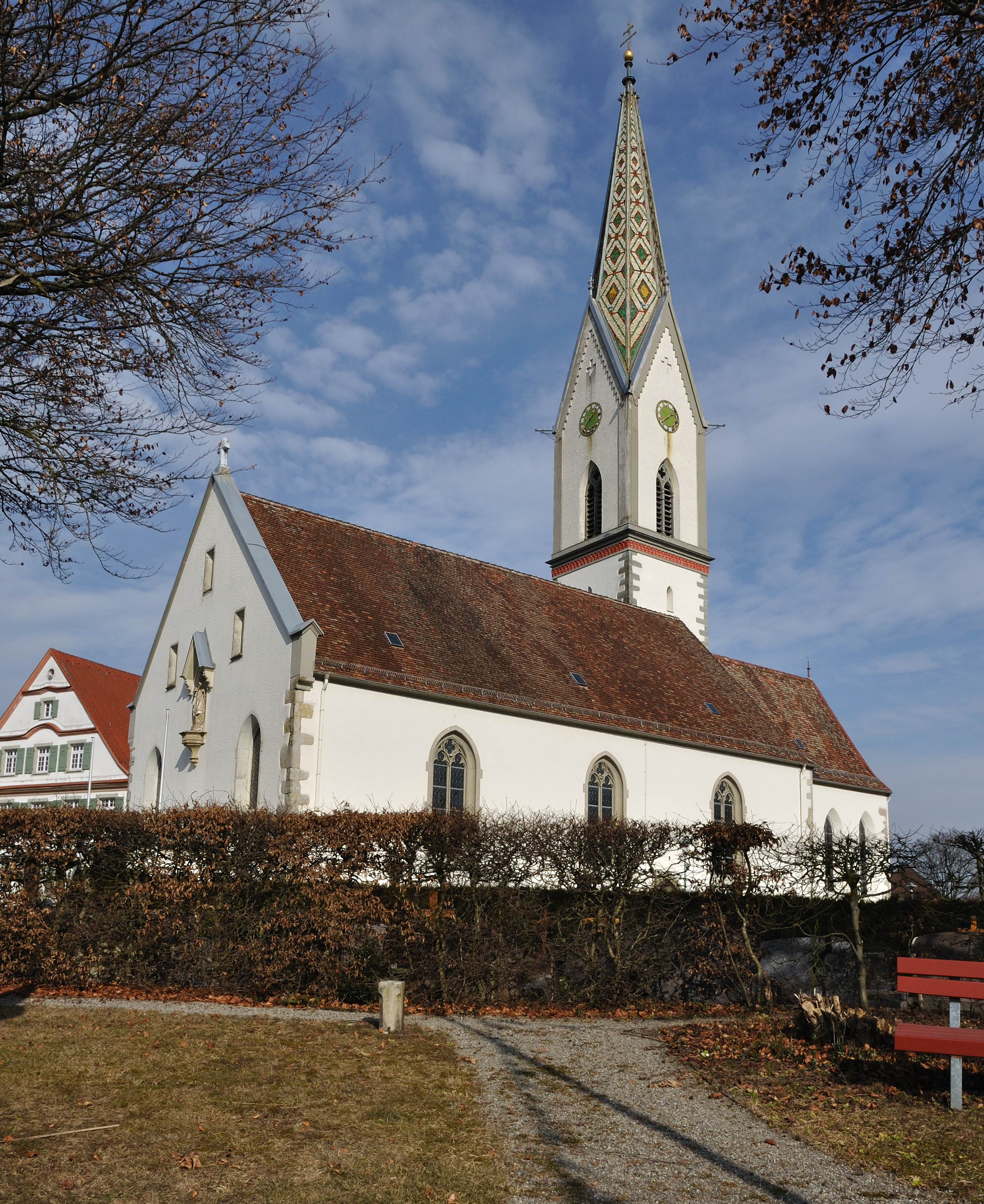
St. Martin in Oberteuringen

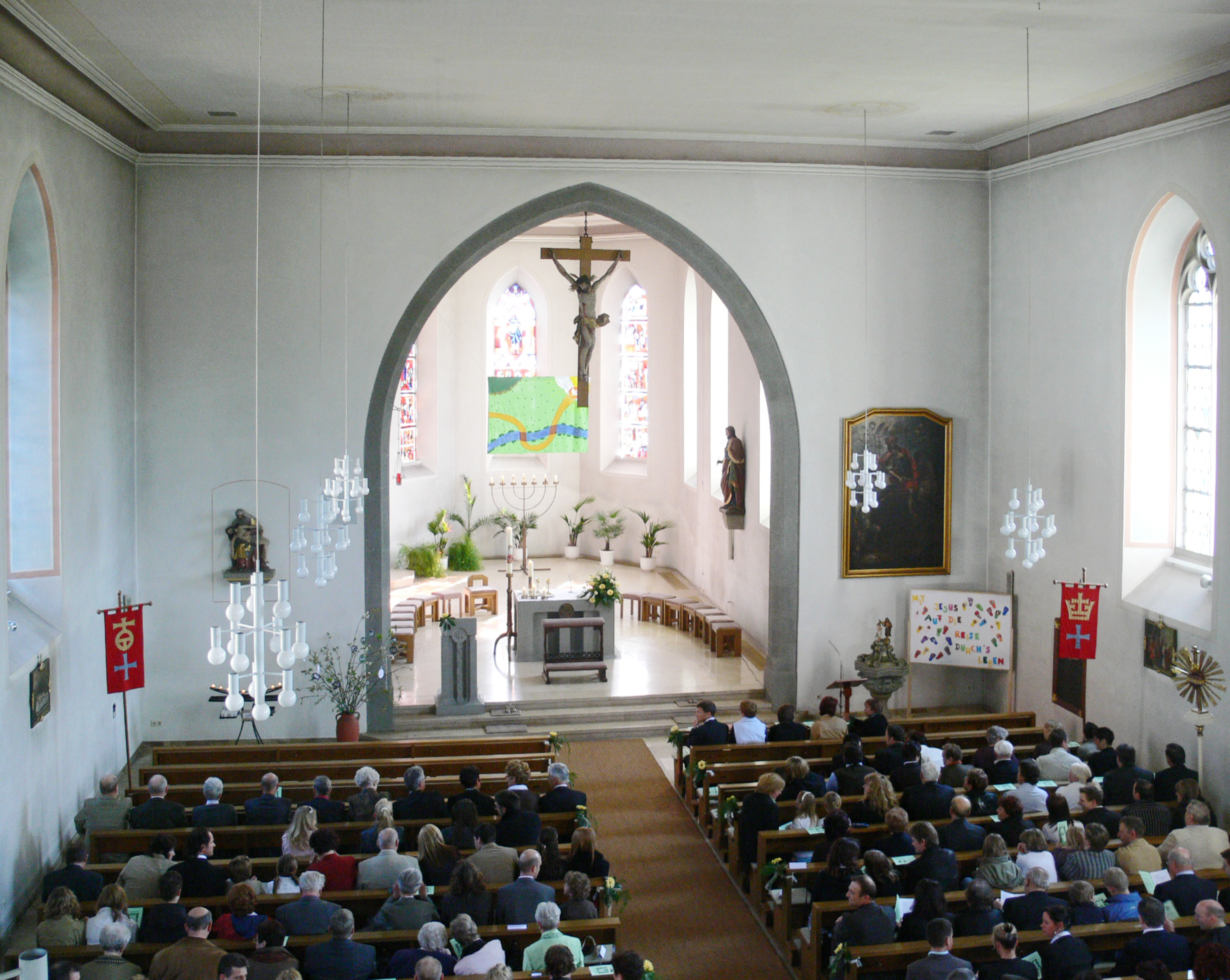
Innenansicht

Die römisch-katholische Pfarrkirche St. Martin steht in Oberteuringen, einer Gemeinde im Bodenseekreis in Baden-Württemberg. Die Pfarrei gehört zum Dekanat Friedrichshafen der Diözese Rottenburg-Stuttgart. Das Bauwerk ist beim Landesamt für Denkmalpflege Baden-Württemberg als Baudenkmal eingetragen.

## Beschreibung
Die 1516 gebaute spätgotische Saalkirche besteht aus einem Langhaus, einem eingezogenen, dreiseitig geschlossenen Chor im Osten und einem Chorflankenturm an der Nordwand des Chors, der 1846 mit einem neugotischen Geschoss aufgestockt wurde, das den Glockenstuhl beherbergt, in dem fünf Kirchenglocken hängen, von denen vier von der Glockengießerei Johann Hahn gegossen wurden. Über seinen Giebeln, in denen sich die Zifferblätter der Turmuhr befinden, erhebt sich ein spitzer Helm. In der Fassade im Westen steht eine Statue des heiligen Martin auf einer Konsole. 
Die Orgel wurde 1996 von der Mönch Orgelbau errichtet.